# NGC 6434
NGC 6434 (również PGC 60573 lub UGC 10934) – galaktyka spiralna z poprzeczką (SBbc), znajdująca się w gwiazdozbiorze Smoka. Odkrył ją William Herschel 6 czerwca 1788 roku. Należy do galaktyk Seyferta.